# 雷利號訓練基地
雷利號（英語：HMS Raleigh）是一個石质护卫舰（意指「沿岸設施」），位於康瓦爾郡托波因特，是英國皇家海軍的基礎訓練基地。訓練基地直徑長達數公里，設有损害管制模擬器和救火訓練設施，以及一舨長期停泊該地的訓練船布雷肯號扫雷舰。基地最主要功能是為新入伍的水兵提供基礎訓練。

## 歷史
雷利號在1940年1月9日服役，根據1939年軍事訓練法而設立，為一個水兵訓練設施，按當時法例要求，每名20和21歲男性均需入伍接受六個月全職軍事訓練，然後會放發至預備役。
第二次世界大戰期間，德軍空襲擊中了雷利號的防空避難所，造成44名水兵和21名皇家工程師死亡。1944年，美國海軍接管了這基地，作為諾曼第登陸的登船地點。此基地在1944年7月移回給皇家海軍繼續訓練水兵。
1959年起，所有男性皇家海軍士兵新訓都在這進行基礎訓練。雷利號在1970年代進行現代化工程，1981年起皇家海军女子勤务队的訓練從無畏號（HMS Dauntless）轉移至這裡，接著是皇家海軍補給學校（Royal Naval Supply School）和軍械技工訓練轉到雷利號。1990年，男女子訓練合併並一起進行。1994年和2000年，皇家海軍廚務學校（Royal Navy Cookery School）和皇家海軍潛艇學校（Royal Navy Submarine School）搬到這裡。2022年初，皇家海軍廚務學校關閉，所有相關訓練活動搬至沃西唐營地（Worthy Down Camp）。